# The Kylie Show
The Kylie Show foi um especial de televisão da artista australiana Kylie Minogue que foi ao ar na emissora de televisão britânica ITV em 10 de novembro de 2007, sendo gravado no The London Studios. O programa comemorou seus 20 anos na música pop e atuou como promoção para o lançamento de seu décimo álbum de estúdio, X.
O show contou com a Royal Philharmonic Orchestra, bem como o Crazy Horse Girls como dançarinos seu apoio, vindo de Paris especialmente para o programa. O show também contou com esquetes memoráveis, em especial, aquela em que seu ex-namorado Jason Donovan não a reconhece, e outra onde ela tem uma briga com sua irmã, Dannii Minogue, e acaba dando um soco no rosto de Simon Cowell.
O programa também foi ao ar na Austrália, pela rede de TV australiana Seven Network, em 5 de fevereiro de 2008.

## Ordem de músicas
- "Can't Get You out of My Head" (Greg Kurstin Remix)
- "2 Hearts"
- "Tears on My Pillow"
- "Wow"
- "No More Rain"
- "Got to Be Certain"
- "The One"
- "I Believe in You"
- "Sensitized"
- "Cosmic"